# Сонячні таблиці Ньюкома
«Сонячні таблиці Ньюкома» (англ. Newcomb's Tables of the Sun; повна назва «Таблиці руху Землі навколо її осі та навколо Сонця» — англ. Tables of the Motion of the Earth on its Axis and Around the Sun) — праця американського астронома і математика Саймона Ньюкома, опублікована в томі VI серійного видання Astronomical Papers Prepared for the Use of the American Ephemeris and Nautical Almanac. Ця праця містить математичний виклад Ньюкома щодо положення Землі в Сонячній системі, побудований на основі класичної небесної механіки, а також століть астрономічних вимірювань. Основна частина праці, однак, — колекція зведених у таблицю попередньо обчислених значень, які визначають положення Сонця в будь-який момент часу.
Таблиці Ньюкома були основою практично для всіх ефемерид Сонця, опублікованих від 1900 до 1983 року, включно зі щорічними альманахами Військово-морської обсерваторії США та Королівської Гринвіцької обсерваторії. Самі фізичні таблиці використовувалися для ефемерид від 1900 до 1959 року, комп'ютеризовані версії — від 1960 до 1980 року, а розрахунки за теорією Ньюкома використовувалися від 1981 до 1983 року. Зараз таблиці використовують рідко; після виходу Астрономічного альманаху за 1984 рік їх замінили точнішими чисельно-інтегрованими ефемеридами, розробленими в Лабораторії реактивного руху на основі значно точніших спостережень, ніж були доступні Ньюкому. Крім того, таблиці не враховували ефектів загальної теорії відносності, яка на той час була невідома. Разом з тим, його табличні значення донині залишаються точними з точністю до кількох кутових секунд.
Він розробив подібні формули та таблиці для планет Меркурія, Венери, Марса, Урана і Нептуна; найточнішими виявилися результати для внутрішніх планет.

## Вирази
Певні вирази цитувалися в ряді інших робіт протягом тривалого періоду і наведені нижче. Ньюком символом T позначає час від «1900 року, 0 січня, середнього полудня за Гринвічем», вимірюваний у юліанських століттях, що становить 36 525 днів.

### Середня геометрична довгота Сонця
Середня геометрична довгота Сонця без аберації подається як
L = 279° 41' 48,04" + 129 602 768.13 T + 1,089 T2
Цей вираз цитують, зокрема, Борковський та Офіси морських альманахів Сполученого Королівства та Сполучених Штатів.

### Теоретичне середнє Сонце
Ньюком дає пряме сходження теоретичного середнього Сонця, на яке впливає аберація (яке використовують для визначення середнього сонячного часу), як
τ = 18год 38хв 45,836с + 8640184.542с Т + 0,0929с Т2
Цей вираз цитують, зокрема, McCarthy & Seidelmann і Офіси морських альманахів Сполученого Королівства та Сполучених Штатів.

## Припинення
До 1970 року астрономічна спільнота визнала потребу у вдосконалених ефемеридах для підготовки національних альманахів. Була потреба в:
- новому фундаментальному каталозі зір на заміну FK4;
- використанні покращених значень астрономічних сталих, які були відкриті;
- кращому визначенні та практичній реалізації ефемеридного часу на основі атомного часу;
- новій епосі на заміну 1950.0[9].

Вирішено одночасно внести якомога більше змін у систему, і нова система набуде чинності для видання ефемерид 1984 року. «Більшість резолюцій підготовила та прийняла Генеральна Асамблея IAU на засіданнях 1976 і 1979 років».
Нові фундаментальні ефемериди, названі DE200/LE200, підготовила Лабораторія реактивного руху. В них використано числове інтегрування.

## Виноски